# Torre de la Miranda (San Baudilio de Llobregat)
La Miranda es una torre-mirador de estilo ecléctico de finales del S.XIX ubicada en el barrio de Marianao en San Baudilio de Llobregat.

## Historia

#### Periodo Inicial (finales SXIX - 1945)
Se desconoce su autor o fecha exacta de construcción. Aunque se estima construida junto al resto del Parque de Marianao entorno a 1880
Ubicada en lo alto de una colina, dentro de los límites de la finca del Marqués de Mariano.   

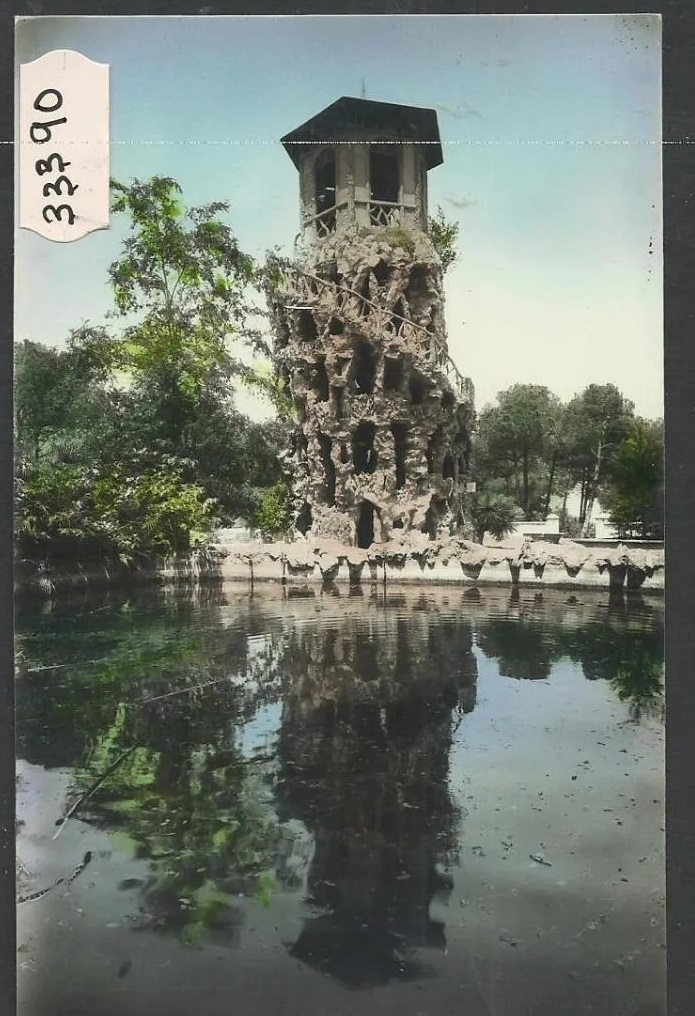
Postal de 1940

Según se desprende de las imágenes de la época, a los pies de la torre existía un pequeño lago artificial que servía a su vez de depósito abierto que daba respuesta a las necesidades hídricas del palacio y sus jardines. Esa agua era recogida y transportada mediante un sistema de conductos en la cercana colina de Santa Bárbara.

#### Urbanización fallida (1946 - 1971)

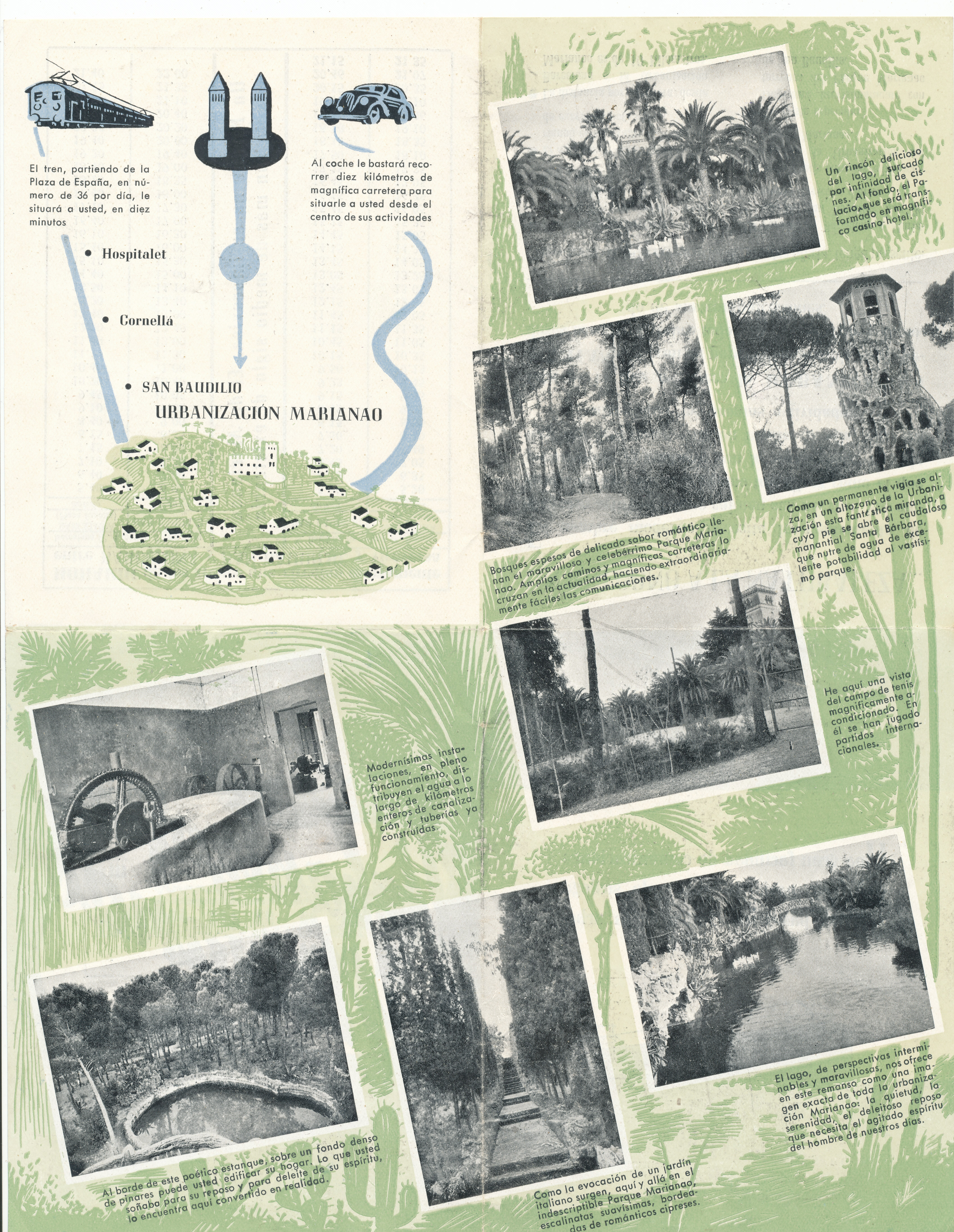
Panfleto promocional Urbanización Marianao

En 1946 se presenta en el ayuntamiento de San Baudilio de Llobregat el proyecto Parque Marianao. Proyecto de Urbanización y Enlace con el núcleo de San Baudilio de Llobregat. Esta actuación conlleva el aislamiento de la torre dentro de la nueva urbanización.
La falta de interés hace fracasar el ambicioso proyecto de urbanización. Derivando en los años siguientes en la proliferación de edificaciones ilegales.

#### Estado Actual (1972 - Actualidad)
En 1972 se urbaniza definifivamente el barrio cambiando su morfología hasta llegar a su estado actual.  
A día de hoy, la torre se encuentra en un evidente estado de abandono, más visible por la falta de la balaustrada en la escalera y por la instalación de una reja protectora que evita el acceso al interior. 
El ayuntamiento ha sido interpelado en diferentes ocasiones con el fin de rehabilitar La Torre. A día de hoy no existe todavía un plan de actuación. 

## Descripción de la torre
Sigue la tendencia de la arquitectura modernista de la época. De estilo ecléctico según otras descripciones, contrasta con el neomedieval del Palacio de Marianao. 
Ese modernismo orgánico, muy en auge en la Europa del S.XIX, se interesa por representar formas relacionadas con la tierra y la naturaleza.  
Trabajada imitando un fantasmal tronco de árbol, tiene una escalera exterior en forma de caracol con restos de una balaustrada de piedra en forma de rama que trepa a lo largo del tronco. Arriba hay una imagen religiosa protegiendo y bendiciendo el conjunto. La parte inferior está vacía con diferentes techos. El primero, a la altura del primer tramo de escaleras, imita una gruta, mientras que cada una de las columnas, por la parte interior, tiene un banco de piedra, como si fuese excavado en la roca viva.  
La gruta inferior pretende un sentido religioso también presente en otros parques de la época con grutas similares, directamente inspirados por la gruta de la Virgen de Lourdes. 
Una de las teorias, relaciona el diseño de la torre con la persona de Antoni Gaudi, debido a las muchas similitudes con la estructura cueva-cascada del parque del antiguo Manicomio de Sant Boi. Aunque la teoría más plausible hace referencia a la autoría de Josep Fontserè i Mestre (Barcelona, 1829 - 1897), ya que fue la persona encargada de diseñar el Parc Samà para la familia Samà a imagen y semenjanza del Parc de Marianao (también de la familia Samà). 
La tradición oral habla de la concentración de determinadas fuerzas telúricas en este lugar.
La torre está catalogada como Bien Cultural de Interés local (BCIL). Se trata de la segunda mayor protección que puede presentar un elemento arquitectónico. La legislación obliga al mantenimiento y prohíbe el derribo.